# Taça Vítor Hugo
A Taça Vítor Hugo é uma competição de Basquetebol feminino organizada pela Federação Portuguesa de Basquetebol e começou a ser disputada na época 2007/2008.

## Finais da Taça Vítor Hugo
| Época   |                   | Final         | Final             | Final |
| Época   | Vencedor          | Resultado     | Finalista Vencido |       |
| ------- | ----------------- | ------------- | ----------------- | ----- |
| 2023-24 | SL Benfica        | 66 - 64       | GDESSA            |       |
| 2022-23 | SL Benfica        | 71 - 55       | GDESSA            |       |
| 2021-22 | Não realizado     | Não realizado | Não realizado     |       |
| 2020-21 | Não realizado     | Não realizado | Não realizado     |       |
| 2019–20 | SL Benfica        | 64 - 38       | AD Vagos          |       |
| 2018–19 | União Sportiva    | 60 - 48       | GDESSA            |       |
| 2017–18 | AD Vagos          | 59 - 56       | União Sportiva    |       |
| 2016–17 | CAB Madeira       | 58 - 41       | AD Vagos          |       |
| 2015–16 | União Sportiva    | 78 - 76       | Quinta dos Lombos |       |
| 2014–15 | Quinta dos Lombos | 74 - 66       | AD Vagos          |       |
| 2013–14 | Quinta dos Lombos | 83 - 60       | Olivais F.C.      |       |
| 2012–13 | AD Vagos          | 65 - 61       | Algés             |       |
| 2011–12 | AD Vagos          | 67 - 54       | M-Cell Algés      |       |
| 2010–11 | AD Vagos          | 89 - 81       | M-Cell Algés      |       |
| 2009–10 | AD Vagos          | 61 - 50       | CAB Madeira       |       |
| 2008–09 | CAB Madeira       | 57 - 51       | Boa Viagem        |       |
| 2007–08 | CAB Madeira       | 64 - 44       | GDESSA            |       |

## Títulos por Clube
- AD Vagos – 5 (2009-10, 2010-11, 2011-12, 2012-13, 2017-18)
- CAB Madeira – 3 (2007-08, 2008-09, 2016-17)
- SL Benfica – 3 (2019-20, 2022-23,2023-24)
- Quinta Lombos – 2 (2013-14, 2014-15)
- União Sportiva – 2 (2015-16, 2018-19)